# Gotlandsflyg
Gotlandsflyg var en svensk flygresearrangör som bedrev flygtrafik till/från Visby flygplats på Gotland.

## Historik
Bolaget Gotlandsflyg AB startades 2001 av lokala entreprenörer (Roger Albrecht (VD), Jan Havossar, Michael Juniwik och Pigge Werkelin) verksamma i regionen och Sverigeflyg Holding med målet att sänka priserna på flygresor, genom att konkurrera med Skyways dåvarande höga prissättning på flygtrafik till Stockholm. Bolaget bedrev flygtrafik året runt på flyglinjerna Visby-Stockholm/Bromma, Visby-Göteborg-Landvetter Airport samt linjen Visby-Malmö Airport. Dessutom trafikerades ytterligare linjer under sommaren, både till svenska och utländska destinationer. Gotlandsflyg hade aldrig haft operativ licens för flygverksamhet från Transportstyrelsen utan trafiken utfördes av BRA flyg med flygplan av typen ATR 72. År 2016 blev Gotlandsflyg en del av BRA Flyg.